# Sphingicampa gadouae
Sphingicampa gadouae är en fjärilsart som beskrevs av Lemaire 1971. Sphingicampa gadouae ingår i släktet Sphingicampa och familjen påfågelsspinnare. Inga underarter finns listade i Catalogue of Life.